# 3371 Giacconi
3371 Giacconi eller 1955 RZ är en asteroid i huvudbältet, som upptäcktes 14 september 1955 av Indiana Asteroid Program vid Indiana University Bloomington med Goethe Link Observatory. Asteroiden har fått sitt namn efter nobelpristagaren Riccardo Giacconi.
Asteroiden har en diameter på ungefär 10 kilometer.